# ОШ „Милован Глишић” Ваљево
ОШ „Милован Глишић” Ваљево је једна од основних школа на територији града Ваљева. Носи име Милована Глишића (1847—1908), српског књижевника, родом из околине Ваљева.

## Матична школа
Данас школа располаже са десет класичних учионица, осам учионица за разредну наставу, две учионице за продужени боравак ученика, учионицом за рад са мултимедијом, радионицом за техничко образовање, модерно опремљеном учионицом за информатику, библиотеком, кухињом и трпезаријом за продужени боравак ученика, фискултурном салом са пратећим простором, зубном ординацијом, простором за помоћно особље, канцеларијама за наставнике, директора, секретара и шефа рачуноводства, за стручне сараднике, благајника... школским двориштем са спортским тереном.

## Издвојено одељење
Издвојено одељење се налази у селу Доња Буковица, где је маја 1942. године заједничким трудом њених мештана почело подизање школске зграде, која је у редован рад пуштена 1. септембра 1945. године.
Ова школа је 1962. године је припојена основној школи „Милован Глишић” у Ваљеву и на тај начин је постала њено издвојено одељење. Школа данас броји само два ученика, а наставу изводи професор разредне наставе Снежана Митровић.